# 反资本主义工人左翼
革命工人党（西班牙語：Partido de Trabajadores Revolucionarios，缩写为PTR）是智利的一个已不存在的托洛茨基主义政党。该党成立于2018年1月24日；同年4月13日，取得注册政党地位；它的前身是1999年成立的革命工人党。该党的青年翼是“革命战斗团体—无畏青年”，学生翼是“推翻”，妇女翼是“面包与玫瑰—特蕾莎·弗洛雷斯”，教师翼是“我们的教室”。该党的总部位于马库尔。该党是托洛茨基主义派—第四国际的成员。2020年，该党有党员3137人。
2020年10月28日，该党召开组织全体代表大会，决定改名为革命工人党。